# Владимирский академический театр драмы
Владимирский академический театр драмы — учреждение культуры города Владимир.
Расположен в центральной исторической части города, Дворянская улица, д. 4.

## История

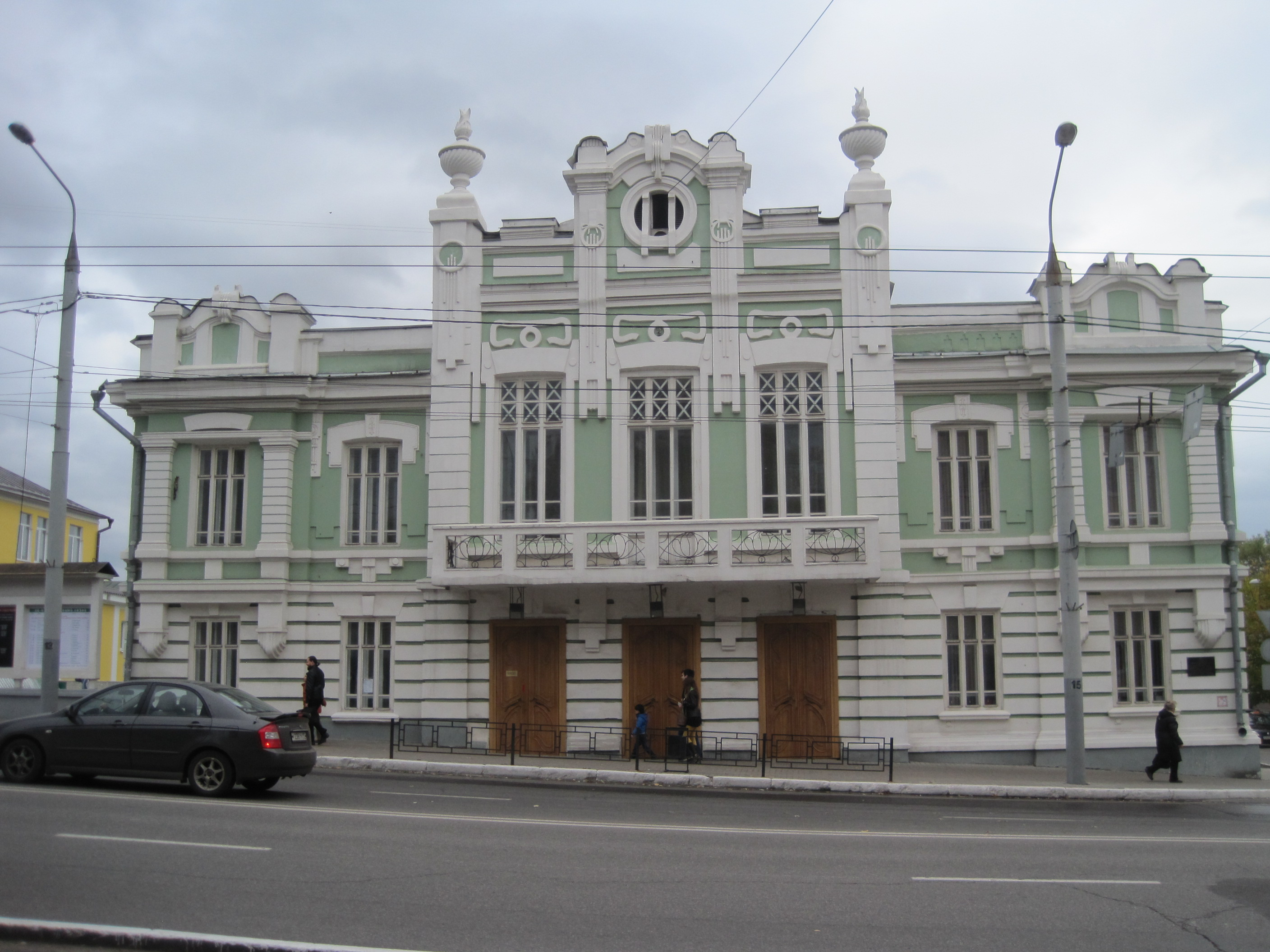
«Народный дом» — третье здание театра

Профессиональный театр в городе Владимир был основан 1848 году. Инициатором создания театра выступил актёр Иван Лавров, сумевший донести до Владимирского губернатора П. М. Донаурова мысль, что театр жизненно необходим каждому городу. Первый сезон в театре выступала труппа антрепренёра Соловьева. Затем художественное руководство театром приняла бывшая прима Александринского театра в Петербурге Александра Матвеевна Читау. Театр впервые выехал на гастроли — в Санкт-Петербург.
Первое здание было спешно возведено у Золотых ворот, довольно быстро оно пришло в ветхость и было заменено новым, до начала XX века располагавшемся у Золотых ворот же, на месте здания бывшего Реального училища.
Третье здание театра было построено в 1905 году как Народный дом (архитектор — Я. Г. Ревякин); ныне здание Владимирского областного театра кукол (улица Гагарина, 7).
В годы советской власти, с сезона 1934—1935, театр получил имя крупного советского государственного деятеля А. В. Луначарского (1875—1933).
В годы Великой Отечественной войны артисты театра работали во фронтовых концертных бригадах.
С образованием Указом Президиума Верховного Совета СССР от 14 августа 1944 года Владимирской области в составе РСФСР театр был переведён из 3-й группы театров во 2-ю и стал областным. Художественным консультантом театра из Москвы был приглашён режиссёр Театра им. Вахтангова народный артист РСФСР Б. Е. Захава. В 1949 году были проведены реконструкция и капитальный ремонт здания театра.
В некоторые спектакли театра удавалось ввести столичных театральных звёзд, так на владимирской сцене выступали Анастасия Павловна Георгиевская и Алексей Николаевич Грибов.
Современное здание театра, на фундаменте непостроенного Дома Советов, возведено в 1971 году, архитекторы Г. Горлышков, И. Былинкин, В. Давиденко, Н. Шабалина (Государственная премия РСФСР в области архитектуры за 1972 год).
В 1998 году в связи со 150-летием со дня основания и за высокие достижения в области сценического искусства театр удостоен звания «Академический».
В 2003 году театр драмы вместе с театром-студией под руководством народного артиста России Николая Горохова вошёл в Государственное учреждение культуры Владимирской области «Театральный комплекс».
29 июня 2020 года в театре произошёл крупный пожар (по неосторожности рабочих). Сгорел Большой зал вместе с уникальным вышитым занавесом большой сцены (стоимостью около 8 млн.р), повреждён вестибюль и другие помещения. 
Малая сцена работает. 
На август 2021 года разработан проект реконструкции театра.

## Труппа

### Главные режиссёры
- (1966—1973) Р. И. Нагорничных
- (1991—2004) А. А. Бурков[9]

### Артисты
В разные годы в театре служили
- заслуженная артистка РСФСР О. В. Денисова,
- (1951—1954) Евгений Евстигнеев
- Владимир Кашпур
- Заслуженная артистка РСФСР Еликонида Мирская
- Л. П. Скобелева,
- заслуженный артист ТАССР В. И. Плещунов,
- заслуженный артист РСФСР И. Ю. Туйметов
- заслуженный артист РСФСР А. Е. Чубченко
- заслуженный артист РСФСР С. Н. Юматов